# Peter Balazs (mathématicien)
Pour les articles homonymes, voir Peter Balazs.
Peter Balazs (né le 11 décembre 1970 à Tulln an der Donau) est un mathématicien autrichien travaillant à l'Institut de recherche acoustique (en) de Vienne de l'Académie autrichienne des sciences.

## Formation et carrière
Peter Balazs étudie les mathématiques et la physique à l'université de Vienne. En 2001, il obtient son diplôme avec mention en mathématiques et une maîtrise en sciences avec une thèse sur "Polynômes sur groupes" ("Polynome über Gruppen"). Il soutient avec succès sa thèse de doctorat et obtient son diplôme (avec distinction) en juin 2005. Sa thèse de doctorat s'intitule «Regular and Irregular Gabor Multiplier with Application to Psychoacoustic Masking». 
Peter Balazs fait partie de l'Institut de recherche acoustique depuis 1999. Sa thèse de doctorat est rédigée au NuHaG (Numerical Harmonic Analysis Group), Faculté de mathématiques, Université de Vienne. La coopération nouée au cours de sa thèse lui permet également de devenir membre du réseau européen HASSIP (acronyme pour Harmonic Analysis and Statistics for Signal and Image Processing) consacré à l'analyse harmonique et aux statistiques pour le traitement du signal et de l'image. Il rejoint le LATP (Laboratoire d'Analyse, Topologie, Probabilités), le CMI et le LMA, CNRS Marseille de novembre 2003 à avril 2004 et en mars, mai et juin 2006. Il travaille également avec la FYMA, l'UCL, Louvain-La-Neuve en août 2005. 
Il est directeur de l'Institut de recherche acoustique (en) depuis 2012. 

## Prix et distinctions
Pour le projet FLAME (Frames and Linear Operators for Acoustical Modeling and Parameter Estimation), Peter Balazs 2011 reçoit le Prix Start,.  

## Publications
Peter Balazs a publié 27 articles de revues et 25 articles de conférence  une sélection est présentée ci-dessous (par ordre chronologique): 
- 2006 P. Balazs, H. G. Feichtinger (en), M. Hampejs, G. Kracher; «Double Preconditioning for Gabor Frames»; IEEE Transactions on Signal Processing, Vol. 54, No.12, pp. 4597-4610 (2006)
- 2007 P. Balazs, «Basic Definition and Properties of Bessel Multipliers», Journal of Mathematical Analysis and Applications, Volume 325, Numéro 1, pp. 571-585,
- 2007 P. Majdak, P. Balazs, B.Laback, "Multiple Exponential Sweep Method for Fast Measurement of Head Related Transfer Functions", Journal of the Audio Engineering Society, Vol. 55, n ° 7/8, pp. 623 - 637
- 2008 P. Balazs, "Matrix Representation of Operators Using Frames", Sampling Theory in Signal and Image Processing, vol. 7, n ° 1, pp. 39-54
- 2010 P. Balazs, B. Laback, G. Eckel, W. Deutsch, «Time-Frequency Sparsity by Removing Perceptually Irrelevant Components Using a Simple Model of Simultaneous Masking», IEEE Transactions on Audio, Speech and Language Processing, Vol. 18 (1), p. 34-49
- 2010 D. Marelli, P. Balazs, «On Pole-Zero Model Estimation Methods Minimizing a Logarithmic Criterion for Speech Analysis», IEEE Transactions on Audio, Speech and Language Processing, Volume 18 (2), pp. 237 - 248
- 2011 JP Antoine, P. Balazs, «Frames and Semi Frames», Journal of Physics A: Mathematical and Theoretical, vol. 44, 205201
- 2012 D. Stoeva, P. Balazs, «Invertibility of Multipliers», Applied and Computational Harmonic Analysis, Vol. 33 (2), p. 292-299